# Плехово (Ивановская область)
Плехово — деревня в Шуйском районе Ивановской области. Входит в состав Остаповского сельского поселения.

## География
Находится в южной части Ивановской области на расстоянии приблизительно 11 км на восток-юго-восток по прямой от районного центра города Шуя.

## История
Деревня была отмечена на карте 1840 года. В 1859 году здесь (тогда деревня в составе Шуйского уезда Владимирской губернии) было учтено 36 дворов.

## Население
Постоянное население составляло 181 человек (1859 год), 9 в 2002 году (русские 100 %), 13 в 2010.